# Condado de Walton (Georgia)
El condado de Walton (en inglés: Walton County), fundado en 1818, es uno de 159 condados del estado estadounidense de Georgia. En el año 2006, el condado tenía una población de 79 338 habitantes y una densidad poblacional de 15 personas por km². La sede del condado es Monroe.

## Geografía
Según la Oficina del Censo, el condado tiene un área total de 855 km² (330,1 mi²), de la cual 852 km² (329 mi²) es tierra y 3 km² (1,2 mi²) (0.26%) es agua.

### Condados adyacentes
- Condado de Barrow (norte)
- Condado de Oconee (noreste)
- Condado de Morgan (sureste)
- Condado de Newton (sur)
- Condado de Rockdale (suroeste)
- Condado de Gwinnett (noroeste)

## Demografía
Según el censo de 2000, había 60 687 personas, 21 307 hogares y 17 002 familias residiendo en la localidad. La densidad de población era de 71 hab./km². Había 22 500 viviendas con una densidad media de 26 viviendas/km². El 83.03% de los habitantes eran blancos, el 14.42% afroamericanos, el 0.25% amerindios, el 0.70% asiáticos, el 0.02% isleños del Pacífico, el 0.64% de otras razas y el 0.95% pertenecía a dos o más razas. El 1.92% de la población eran hispanos o latinos de cualquier raza.
Los ingresos medios por hogar en la localidad eran de $46 479, y los ingresos medios por familia eran $52 386. Los hombres tenían unos ingresos medios de $37 482 frente a los $25 840 para las mujeres. La renta per cápita para el condado era de $19 470. Alrededor del 9.70% de la población estaban por debajo del umbral de pobreza.

## Transporte

### Principales carreteras
- Interestatal 20
- U.S. Route 78
- Ruta Estatal de Georgia 11
- Ruta Estatal de Georgia 20
- Ruta Estatal de Georgia 81
- Ruta Estatal de Georgia 83
- Ruta Estatal de Georgia 138

## Localidades
- Between
- Bold Springs (no incorporado)
- Campton (no incorporado)
- Good Hope
- Gratis (no incorporado)
- Jersey
- Loganville
- Monroe
- Mt. Vernon (no incorporado)
- Pannell (no incorporado)
- Social Circle
- Walnut Grove
- Windsor (no incorporado)
- Youth (no incorporado)